# Can Castanyer (Santa Coloma de Farners)
Can Castanyer és una masia gòtica de Santa Coloma de Farners (Selva) inclosa a l'Inventari del Patrimoni Arquitectònic de Catalunya.

## Descripció
Edifici de dues plantes amb vessant a laterals i cornisa catalana. Als laterals té contraforts i un cobert senzill adossat al costat dret de la façana. La porta principal és amb impostes i una de les finestres laterals de la planta superior és d'estil gòtic d'arc conopial lobulat i impostes decorades. Hi ha altres finestres d'arc conopial simple i un rellotge de sol en molt mal estat. La resta d'obertures són amb llinda, brancals i ampit de pedra monolítica, rectangulars. L'interior de l'edifici es troba en molt mal estat, tot i que es conserven l'estructura original, les menjadores de la cort i els festejadors de pedra de la finestra principal. La coberta és nova de bigues de troncs i rajol modern. Hi ha el número 25 amb una petita placa a la façana.

## Història
Documentada en un capbreu de l'any 1339 a favor de Berenguer de Farners per Bernat Castanyer.